# Barthélemy d'Elbène
Pour les articles homonymes, voir Elbène.
Barthélemy d'Elbène, né vers 1605 et mort le 4 mars 1663, est un prélat catholique français du XVIIe siècle .

## Biographie
Barthélemy d'Elbène est né vers 1605. Il est le fils de Pierre d'Elbène, seigneur de Villeceau, et de sa cousine Anne d'Elbène. Son frère Alphonse est évêque d'Orléans. Il est le neveu d'Alphonse, évêque d'Albi.
Barthélemy d'Elbène commence sa formation à La Flèche puis se rend à Paris pour étudier à la Sorbonne la philosophie pendant deux ans (1626-1627) en compagnie du futur évêque de Tréguier, Balthasar Grangier de Liverdis. Il est pourvu abbé commendataire de l'abbaye Saint-Pierre d'Hautvillers avant de séjourner à Rome plusieurs années dans l'entourage du cardinal Barberini. C'est un simple clerc lors de la nomination comme évêque et comte d'Agen en 1635. Il est confirmé le 9 juin 1636 et consacré par l'archevêque de Sens en novembre de la même année. Sa promotion épiscopale intervient après la disgrâce et la déposition de son oncle l'évêque d'Albi et semble être liée à une compensation destinée à apaiser le Saint-Siège et les protecteurs de la maison d'Elbène les Barberini.
En 1643, une troupe d'esclaves rachetés par les disciples de Saint-Jean de Malte, arrive à Agen. D'Elbène va à l'encontre des jansénistes et des calvinistes dans son diocèse avec beaucoup de zèle. Il laisse par son testament 8 000 livres pour les réparations de la cathédrale.